# Capa de mezcla
La capa de mezcla oceánica o limnológica, es una capa en donde hay activa turbulencia homogeneizando algunos rangos de profundidades. La capa de mezcla superficial es una capa donde esta turbulencia es generada por vientos, enfriamiento, o procesos como la evaporación, o la formación de hielo marino resultando en el incremento de la salinidad. 
La capa de mezcla atmosférica es una zona que está teniendo una constante temperatura potencial y humedad específica con la altura. La profundidad de la capa de mezcla atmosférica se conoce como altura de mezcla. La turbulencia típicamente juega un rol en la formación de capas de mezcla en fluidos.

## Formación de la capa de mezcla
Hay tres fuentes primarias de energía de conducción de turbulencias mezclantes, dentro de la capa de mezcla de mar abierto:
- 1ª el caudal de los rios que llegan a la parte oceánica, que inyecta un gran caudal de energía dentro de los primeros metros superiores, donde la mayoría se disipa
- 2ª son corrientes de viento conducidas, que crea capas en donde hay distintas velocidades. Cuando esas corrientes alcanzan suficiente magnitud, pueden entrar en fluido estratificado. Este proceso es frecuentemente descripto y modelado como un ejemplo de inestabilidad Kelvin-Helmholtz, aunque otros procesos pueden jugar un rol
- 3ª, finalmente, si hay enfriamiento, la adición de salmuera del mar helado, o de evaporación en la superficie causa que la densidad superficial crezca, y se produce convección. Las capas de mezcla más profundas (excediendo 2000 m en regiones como el mar de Labrador) se forman en este proceso final, dando lugar a una forma de inestabilidad Rayleigh-Taylor. Los modelos tempranos de capa de mezcla como aquellos de Mellor y de Durbin incluye al final dos procesos. En zonas costeras, grandes velocidades debidas a las mareas pueden también jugar un importante rol en establecer la capa de mezcla.

Definir cómo se constituye una capa de mezcla es dificultoso, como sería la capa superficial activamente mezclándose de un acuario con su burbujeador en él, o recientemente mezclado, como en el aceite vegetal y el vinagre de ensalada. Debido a ciclos de calentamiento y enfriamiento diario y estacional en la escala del tiempo, los oceanógrafos a veces, distinguen la capa de mezcla diurnal (sobre la cual se reúne la mezcla en las escalas de tiempo diarias) de la capa de mezcl estacional (donde se mezcla al menos una vez por año). 
La capa de mezcla se caracteriza por ser cercanamente uniforme en propiedades tales como temperatura y salinidad a través de la capa. Las velocidades, sin embargo, pueden mostrar significativas difernias dentro de ella. Su tope se caracteriza por un gradiente, donde las propiedades del agua cambian. Los oceanógrafos usan varias definiciones del espesor de la capa en determinados momentos, basados en hacer mediciones de las propiedades físicas del agua. Con frecuencia, un cambio abrupto de temperatura: una termoclina que marca el fondo de la capa de mezcla; a veces puede haber un cambio abrupto de salinidad: una haloclina. Las influencias combinadas de temperatura y de salinidad resultan en un cambio de la densidad abrupto: la picnoclina. Adicionalmente, pueden producirse repentinos gradientes de nutrientes (nutriclina) y de oxígeno (oxiclina) y un máximo en la concentración de clorofila frecuentemente colocalizada con la base de la capa de mezcla estacional.

## Determinación de capas de mezcla oceánicas
La profundidad de la capa de mezcla es con frecuencia determinada por hidrografía-- haciendo mediciones de las propiedades del agua. Suelen usarse dos criterios para determinar la profundidad de la capa de mezcla, que son temperatura y cambios de sigma-t (densidad) de un valor referencial (usualmente de la medición superficial). El criterio de la temperatura usado en Levitus (1982) define a la capa de mezcla como la profundidad donde el cambio de temperatura en relación con la temperatura superficial es 0,5 °C. El criterio sigma-t (densidad) de Levitus (1982) usa la prof. donde se produce un cambio de la sigma-t superficial de 0,125. Debe notarse que ningún criterio implica que tal mezcla activa esté occurriendo en las profundidades de la capa de mezcla layer en todo momento. Más bien, la prof. de la capa de mezcla estimada por hidrografía es una medida de la prof. a la cual la mezcla se produce sobre el curso de pocas semanas.

## Importancia de la capa de mezcla
La capa de mezcla cumple un importante rol en el clima. Debido al calor específico del agua oceánica mucho más grande que el del aire, los primeros 2,5 m del mar mantienen mucho más calor que toda la atmósfera encima. Así el calor requerido para cambiar una capa de mezcla de 25 m por 1 °C, debería poder ser suficiente para elevar la de la atmósfera en 10 °C. La profundidad de la capa de mezcla es muy importante para determinar el rango de temperatura en regiones oceánicas y costeras. 
La capa de mezcla también es importante ya que su profundidad determina el nivel promedio de luz visto por los organismos marinos. En capas de mezcla muy profundas, las microplantas marinas conocidas como fitoplancton son incapaces de obtener suficiente luz para mantener su metabolismo. El adelgazamiento de las capas de mezcla en primavera en el Atlántico Norte se asocia con un fuerte resurgimiento de plancton.

## Formación de capa de mezcla limnológica
La formación de una capa de mezcla en un lago es similar a la oceánica, pero la mezcla en lagos es solamente debida a las propiedades moleculares del agua. El agua cambia de densidad con los cambios de temperatura. En lagos, la estructura de temperatura se complica por el hecho de que el agua dulce está a máximo peso a 3,98 °C. Entonces los lagos donde la superficie se mantiene muy fría, y al calentarse la superficie en primavera, la capa de mezcla se extiende hacia el fondo; y nuevamente al aproximarse mediados de otoño comienza el enfriamiento. Este proceso de bajar y subir la capa de mezcla es muy importante para mantener la oxigenación de lagos muy profundos.
Se hace notar que el estudio de la limnología en cuerpos de agua salados (lagos salinos y mares como el mar Carpio), concluye que la formación de capas de mezcla generalmente sigue un patrón de comportamiento similar al oceánico.

## Formación de capa de mezcla atmosférica
La capa de mezcla atmosférica resulta de movimientos convectivos del aire, típicamente hacia la mitad del día, cuando el aire en la superficie se calienta y tiende a subir por su menor densidad. Y se mezcla en el proceso de inestabilidad Rayleigh-Taylor. El procedimiento estándar para determinar el espesor de la capa de mezcla es examinar el perfil de temperatura potencial, la temperatura a la cual el aire estaría si se mantuviera la misma presión encontrada en la superficie. Como tal incremento de la presión involucra la compresión del aire, la temperatura potencial es mayor que la Tº in situ, con un incremento diferencial a medida que se sube en la atmósfera. La capa de mezcla atmosférica se define como una capa de (aproximadamente) temperatura potencial constante, o una capa en la cual la temperatura cae a una tasa de aproximadamente 10 °C/km. Así como en la capa, puede haber gradientes en humedad, pero generalmente está libre de nubes. Como en el caso con la capa de mezcla oceánica, las velocidades no serán constantes a través de la capa de mezcla atmosférica. 